# Ann Riquier
Ann Riquier, née à Montpellier le 3 janvier 1947, est écrivaine, spécialiste du Tibet et réalisatrice française. Elle vit depuis 1984 en Inde à Auroville où elle est résidente permanente.

## Biographie
Ann Riquier a été journaliste et secrétaire de rédaction du magazine Marie Claire entre 1975 et 1984.
Après un premier séjour en 1976, c'est à partir de 1984 qu'elle devient résidente permanente à Auroville. Elle participe notamment à la création du Pavillon Tibétain, et devient membre du Service de Presse d'Auroville « OutreachMedia » chargé de la communication avec les organismes internationaux et nationaux de presse radio télévision et cinéma.
Passionnée par le Tibet, elle rencontre le 14e dalaï-lama, et des membres du gouvernement tibétain en exil à Dharamsala où elle se rend pour la première fois en 1991. En 1998 et 2001 elle publia deux ouvrages sur le Tibet, au sujet des femmes tibétaines puis du 17e karmapa. Outre des moines et des représentants du gouvernement tibétain, elle rencontre des femmes tibétaines et l'une d'entre elles l'a convainc d'écrire un livre pour conserver leur mémoire. Elle rédige un synopsis et le transmet au secrétaire du dalaï-lama lors de sa visite à Auroville, qui souhaita s'entretenir avec elle. Lors de leur entretien à Dharamsala, le dalaï-lama lui a parlé de la femme avec profondeur et grand respect quant à son rôle dans l'éducation, sa place dans la famille, dans la société. Il lui déclare : « La femme est la personne qui guide le premier regard de l'enfant sur le monde, il est fondamental. C'est un être de compassion avant tout ». Elle interviewa des femmes tibétaines. Certaines, arrivant du Tibet, avaient subi la torture, la stérilisation, le viol.
A Dharamsala, en juin 1994, elle rencontra Kalsang Dolma et Ngawang Tsering, deux jeunes tibétains de 16 ans qu'elle aida lorsqu'ils rejoignirent le 12 juillet de cette année Auroville où ils s'installèrent,,.
Son ouvrage Paroles de Tibétaines publié en 1998, comporte les témoignages recueillis à Dharamsala de trois femmes tibétaines Ama Adhé, Rinchen Dolma Taring et Pemala. Dans une version préfacée par le 14e dalaï-lama, l'ouvrage a été traduit en allemand et en anglais.
Son 2e ouvrage, consacré aux karmapas, a été écrit après la fuite en exil du 17e karmapa.
À la fin des années 2000, Ann Riquier a dirigé la réalisation de documentaires.
Le 17 février 2007, elle intervient en tant que résidente permanente à Auroville dans l'émission Aventuriers de l'étrange animée par Louis Benhedi diffusée par Sud Radio

## Ouvrages
- La légende du karmapa, Plon, 2000,  (ISBN 2259193080 et 9782259193085)
- Paroles de Tibétaines : Ama Adhé, Rinchen Dolma Taring, Pemala, Collection "Une femme, un peuple", Plon, 1998,  (ISBN 2259189687 et 9782259189682)
- (en) Voices of Tibetan Women, préface du 14e dalaï-lama, traduction C. Dickson, Welcome Rain Publishers, 2000,  (ISBN 1566491584 et 9781566491587)
- (de) Leih mir deine Flügel, weisser Kranich : drei Frauen aus Tibet erzählen, préface du dalaï-lama, Reinbek bei Hamburg : Rowohlt-Taschenbuch-Verlag, 2000,  (ISBN 3499227398 et 9783499227394)

## Films
- 2009 Natural Indigo Dye In India (Teinture naturelle à l’indigo en Inde), Dolma Film - KMA Exports
- 2010 The Eco Friendly Denim Jeans (Eco Jeans), Dolma Film - The Colours of Nature

## Articles
- Tibet : résistance au féminin, La Revue de l'Inde n° 4, juin 2006